# Луньгинский Майдан
Луньгинский Майдан — село в Ардатовском районе. Административный центр Луньгинско-Майданского сельского поселения.

## География
Расположено на реке Алатырь, в 45 км от районного центра и 39 км от железнодорожной станции Ардатов.

## История
В 1780 году, при создании Симбирского наместничества, село Лунгинской Майдан, при речке Лунге, ясашных крестьян, из Краснослободского уезда вошло в состав Ардатовского уезда.
В «Списке населённых мест Симбирской губернии» (1863) Луньгинский Майдан — село удельное из 412 дворов (2477 чел.) Ардатовского уезда; имелись православная церковь, школа.
В начале 1900-х годов называлось село Луньг-Майдан.
В 1933 году началась коллективизация, были созданы колхоз «Вперёд» (с 1997 года — СХПК) и колхоз «РКК». От коллективизации народ бежал в город Челябинск.

## Население
| 1863 | 2001 | 2002 | 2010 |
| ---- | ---- | ---- | ---- |
| 2477 | ↘360 | ↘337 | ↘279 |

Население - 360 чел. (2001), в основном русские.

## Инфраструктура
- В селе есть библиотека, клуб, магазин, медпункт. До 2017 года в селе был второй магазин.

- В 2018 году была закрыта школа. Не удивительно, ведь учеников оставалось совсем мало. Теперь они обучаются в Кечушеве.